# 京都市電河原町線
河原町線（かわらまちせん）は、下鴨本通、河原町通及び塩小路通に敷設されていた京都市電の軌道路線。
［都市計畫軌道延長事業］の一環である「市街狹軌線付替え軌隔擴張」として大正終期から昭和初期にかけて施行された。また［都市計畫軌道延長第二期事業（外劃線）］では通称塩小路線と通称下鴨線が建設された。
全区間が併用軌道。路線は京都駅前と市北部の下鴨を結んでおり、途中、市街随一の繁華街を経由していた。
1977年（昭和52年）に、東山線－七条線系統が乗り入れることになった七条河原町－京都駅前を残して路線の大部分が廃止された。残った区間は1年後の京都市電全廃時に廃止となった。

## 沿革
- 1923年（大正12年）5月26日 市会が「第七十七號議案」を議決し、河原町線路線決定
- 1924年（大正13年）4月9日 河原町今出川－河原町丸太町開業
- 1926年（大正15年/昭和元年）
  - 7月8日 河原町丸太町－河原町四条（後に四条河原町新京極と改称）開業
  - 12月15日 河原町四条－河原町五条開業
- 1927年（昭和2年）4月5日 河原町五条－（平居町）開業／木屋町線（平居町）－七条内浜（後に七条河原町と改称）軌隔拡張し、河原町線編入
- 1929年（昭和4年）1月16日 七条内浜－塩小路（後に塩小路高倉と改称）開業／伏見線塩小路－京都駅前河原町線編入
- 1940年（昭和15年）12月2日 急行運転開始（日曜祝祭日を除く午前6時－午前9時／午後4時－午後7時）
- 1943年（昭和18年）
  - 2月21日 急行運転強化（日曜祝祭日を含む毎日午前6時－午前10時／午後4時－午後8時）
  - 11月1日 終日急行運転実施
- 1954年（昭和29年）9月1日 終日急行運転終了
- 1956年（昭和31年）10月12日 洛北高校前－河原町今出川開業[2]　［河原町線全線開業］
- 1962年（昭和37年）
  - 3月27日 急行運転開始（日曜祝日を除く午前7時－午前9時）
  - 6月1日 停留所改称(「七条内浜」→「七条河原町」)
- 1963年（昭和38年）6月20日 停留所統廃合(「河原町蛸薬師」「河原町仏光寺」→廃止、「四条河原町」「新京極(四条線)」→統合、「四条河原町新京極」)
- 1964年（昭和39年）6月1日 ワンマンカー運行開始（当初3週間は添乗者が付き、一人乗務は6月22日実施）
- 1965年（昭和40年）12月1日 自動車の併用軌道乗入全面開放
- 1975年（昭和50年）3月30日 全車ワンマンカー化実施
- 1977年（昭和52年）
  - 9月30日 「さようなら 河原町・七条・烏丸線」電車運行
  - 10月1日 洛北高校前－七条河原町廃止し、河原町線系統を市バスに転換
- 1978年（昭和53年）
  - 9月30日 「さようなら 京都市電」電車運行
  - 10月1日 七条河原町－京都駅前廃止　［河原町線全線廃止］

## 電停一覧
停留所／交叉する通り（接続、距離、急行停車駅は路線図参照）
- 洛北高校前／北大路通
- 一本松／松ヶ崎通
- 下鴨神社前／鞍馬口通
- 糺ノ森
- 葵橋東詰／下鴨中通 御蔭通
- 葵橋西詰／加茂街道
- 河原町今出川／今出川通
- 府立病院前／広小路通
- 荒神口／荒神口通
- 河原町丸太町／丸太町通
- 河原町二条／二条通
- 河原町三条／三条通
- 四条河原町新京極／四条通
- 河原町松原／松原通
- 河原町五条／五条通
- 河原町正面／正面通
- 七条河原町／七条通
- 塩小路高倉／高倉通
- 京都駅前／烏丸通

## 延長構想
1953年に交通局が発表した事業基本計画では、洛北高校前よりさらに北上してトンネルを掘削の上、宝が池公園までの延長案が記載されていた。

## 特記事項
- 祇園祭山鉾巡行の際、巡路に当たる区間は運休し、その前後で折り返し運転を行っていた。また、同区間では巡行に配慮して片持ち式の架線柱が用いられていた。